# Ritterakademie (Brandenburg an der Havel)

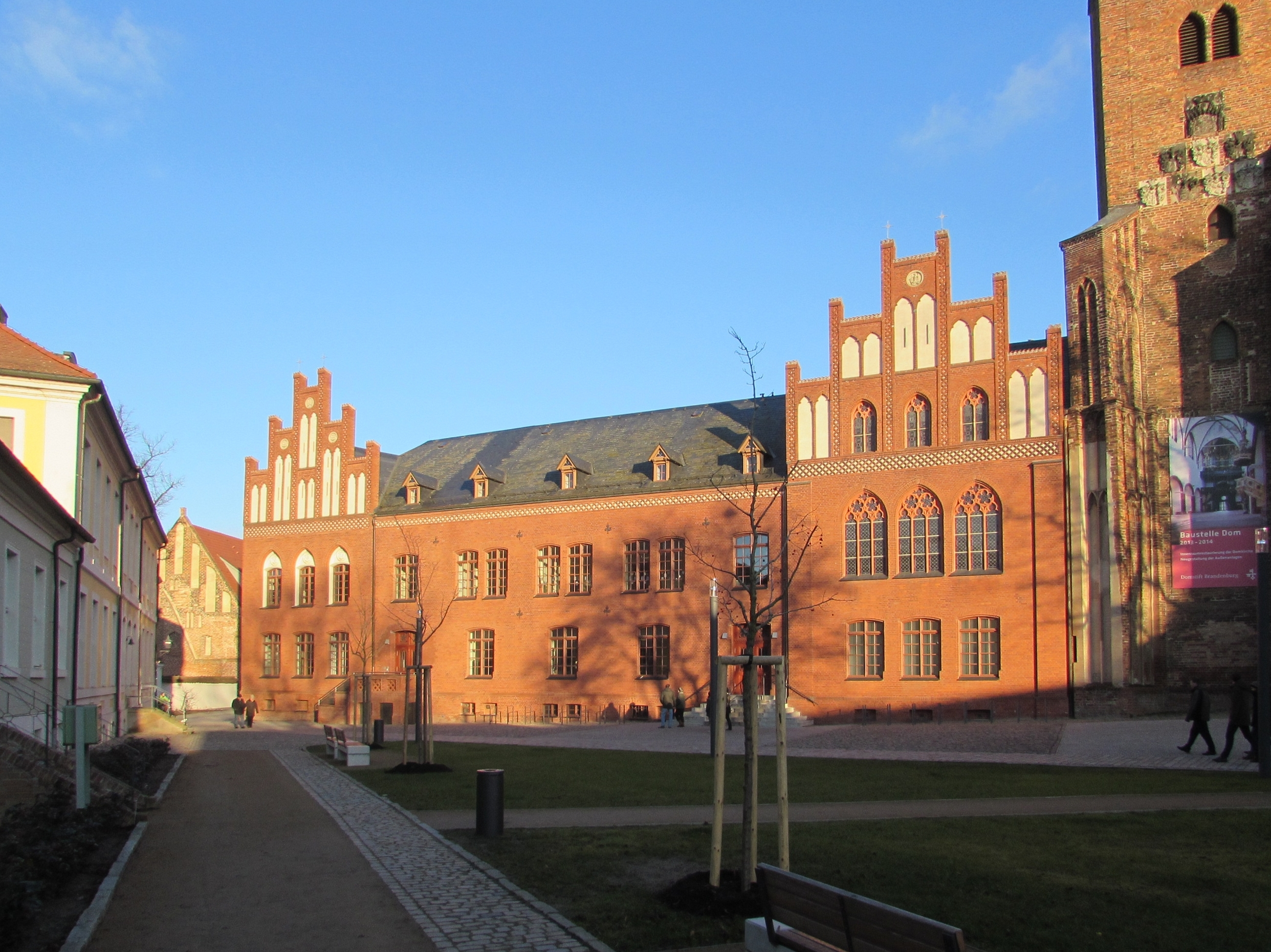
Gebäude der Ritterakademie auf dem Domhof

Die Ritterakademie (ursprünglich Ritterschule, dann Rittercollegium) in Dom Brandenburg, beziehungsweise nach dessen Eingemeindung im Jahr 1929 in Brandenburg an der Havel, war eine 1704 gegründete Schule, die St. Peter und Paul (Brandenburg an der Havel) angegliedert war. Das Evangelische Gymnasium am Dom zu Brandenburg und die Evangelische Grundschule Brandenburg an der Havel sehen sich in der Tradition der Ritterakademie. Das alte Schulgebäude wird durch die Grundschule genutzt. Das Gebäude ist denkmalgeschützt.

## Geschichte
Im Jahre 1704 stiftete das Brandenburger Domkapitel die Ritterschule unter Genehmigung des Königs Friedrich I. in Preußen. Am 26. Januar 1705 wurde in der Schule auf dem Domhof der Unterricht aufgenommen. Seit 1717 lautete ihr Name Rittercollegium. Ziel der Schule war die Ausbildung des märkischen und pommerschen Adels. Unterrichtet wurden beispielsweise Fremdsprachen wie Französisch sowie Naturwissenschaften. Der Schwerpunkt lag allerdings in der Rechts- und Staatskunde.
Große Bedeutung erlangte die Schule, nachdem König Friedrich Wilhelm I. am 8. Juni 1729 verfügt hatte, dass jeder, der zukünftig eine Anstellung im preußischen Staatsdienst erhalten wollte, eine solche Schule für mindestens zwei Jahre besucht haben musste. Mit der Einführung von Abiturzeugnissen wurde 1788 auch ein fester Stundenplan in der Schule eingeführt. Seit 1803 lautet der Name der Schule Ritterakademie.
Im Zuge der preußischen Schulreform wurde die Ritterakademie 1809 zum Gymnasium. Während der Befreiungskriege ging die Schülerzahl drastisch zurück und die Schule wurde vorübergehend in ein Lazarett umgewandelt. Nach der Wiederaufnahme des Unterrichts bekam die Schule durch das Fernbleiben junger Adliger, welche jetzt auch städtische Gymnasien besuchten, erneut Probleme. Ab dem Jahre 1842 wurden deshalb auch Zöglinge bürgerlicher Herkunft aufgenommen, nachdem dies ein Jahr zuvor von der preußischen Regierung verpflichtend verfügt worden war. Kurator war zu jener Zeit Adolf Heinrich Graf von Arnim-Boitzenburg.
In den Jahren 1848/49, insbesondere, während die preußische Nationalversammlung im Brandenburger Dom tagte, musste die Ritterakademie durch Militär geschützt werden. Wiederum fehlte es an Schülern, so dass die Schule 1849 aufgelöst wurde. König Friedrich Wilhelm IV., der besonders mit Brandenburg an der Havel verbunden war, verfügte am 30. April 1855 ihre Neugründung. Am 21. Oktober wurde die Ritterakademie in Anwesenheit des Königs wieder eröffnet. Neuer Kurator wurde der ehemalige Schüler Friedrich Digeon von Monteton.
Nachdem die Schülerzahl wieder stark angestiegen war., wurde in den Jahren 1868 bis 1871 ein neues Gebäude für die Klassenräume errichtet. Die Schlafsäle befanden sich weiterhin in den ehemaligen Dormitorien der Domherren. Von 1883 bis 1884 war kurzzeitig der Domdechant und vormalige Minister Werner von Selchow Kurator der Akademie. Am 23. Februar 1901 gründete sich der Verein ehemaliger Zöglinge der Ritterakademie. Von 1918 bis 1924 war Georg von Buch Kurator.
Im Jahre 1937 beschloss die nationalsozialistische Führung mit dem neuen Oberpräsidenten und Gauleiter Emil Stürtz an der Spitze, die Ritterakademie aufzulösen. Einzig das Internat sollte durch die Initiative des scheidenden Kurators Wilhelm von Goertzke-Groß Beuthen noch bestehen bleiben. Die Schüler wurden dem damaligen Saldern-Gymnasium zugewiesen. 1948 entschied man, das Domkapitel als Rechtsnachfolger der Ritterakademie einzusetzen. Die Schule wurde allerdings nie formell aufgelöst. In den Folgejahren zog eine Oberschule in die Räume der Schule ein, welche sie bis 1974 nutzte.
Heute befinden sich Teile einer evangelischen Grundschule in dem Gebäude. Außerdem wird die Tradition der Ritterakademie vom neu gegründeten evangelischen Domgymnasium weitergeführt. Am 11. Juni 2005 feierte man das Jubiläum anlässlich des 300. Gründungstages der Ritterakademie. Unter den Gästen waren beispielsweise Georg Friedrich Prinz von Preußen, das Oberhaupt der Familie Hohenzollern, und der ehemalige Absolvent Otto Graf Lambsdorff.

## Schüler (Auswahl)
- Friedrich Wilhelm von Rochow (1689–1759), Zögling Nr. 17, Generalleutnant, Vertrauter des Königs Friedrich Wilhelms I. und des damaligen des Kronprinzen und späteren Königs Friedrich II.
- Erasmus (Asmus) Ehrenreich von Bredow (1693–1756), Zögling Nr. 10, Generalleutnant, Ritter[5] des Schwarzen Adlerordens, Mitglied der Preußischen Akademie der Wissenschaften
- Hans Friedrich von Rochow (1698–1787), Generalleutnant, Gutsbesitzer
- Melchior Abraham von Dyhrn (1715–1793), Landrat
- Leopold von Görne (1715–1769), Geheimer Rat und Erbherr auf Plaue
- Ludwig Ernst von Pfuel (1718–1789), Generalmajor, Hofmarschall
- Friedrich Bernhard von Prittwitz (1720–1793), Landesältester und Gutsbesitzer
- Stephan Werner von Dewitz (1726–1800), Präsident des Geheimen Rates von Mecklenburg-Strelitz, Dr. der Rechte der Universität Oxford
- Ernst Wratislaw Wilhelm von Wobeser (1727–1795), zuerst Offizier, dann Diakon der Herrnhuter Brüdergemeine, Dichter und Übersetzer
- Karl Abraham Freiherr von Zedlitz (1731–1793), preußischer Minister
- Friedrich Eberhard von Rochow (1734–1805), preußischer Gutsbesitzer und Pädagoge
- Friedrich Christoph von Görne (1734–1817), Staatsminister
- Behrendt Friedrich August von der Marwitz (1740–1793), Hofmarschall des Friedrich Wilhelm II.
- Friedrich Wilhelm Karl von Schmettau (1743–1806), preußischer Generalleutnant, Topograf und Kartograf
- Karl von Ingersleben (1753–1831), Oberpräsident, Träger des Hohen Ordens vom Schwarzen Adler
- Friedrich von Schuckmann (1755–1834), preußischer Staatsminister, Innenminister und Mitglied des Preußischen Staatsrates
- Otto Friedrich Fürchtegott von Bonin (1757–1833), Landschaftsdirektor
- Adolf von Bredow-Ihlow (1763–1852), Senior des Domstift Brandenburg und zeitweise Kurator der Ritterakademie
- Heinrich von der Schulenburg (1766–1830), Hauptritterschaftsdirektor, Wirklicher Geheimer Rat, Domherr und dann Domdechant zu Brandenburg,[6] 1803 bis 1828 erster Kurator der Ritterakademie
- Dietrich von Bredow (1768–1836), Landrat und Gutsherr
- Christian Friedrich Gottlieb Wilke (1769–1848), Organist, Komponist, Musikpädagoge und Schriftsteller
- Gustav Graf von Hacke (1776–1838), Generalleutnant, Stadtkommandant
- Carl von Bülow (1778–1851), Major a. D. und Landrat
- Friedrich Wilhelm von Schleswig-Holstein-Sonderburg-Glücksburg (1785–1831), Herzog von Glücksburg
- Friedrich Karl August von Monteton (1786–1865), Domherr von Brandenburg, Kurator der Ritterakademie, Regierungs- und Ökonomierat, Hauptritterschaftsdirektor
- Karl von Treskow (1787–1846), Landwirtschaftsreformer
- Otto von Erxleben (1788–1856), preußischer Offizier und Gutsbesitzer
- August von Wolff (1788–1851), Generalmajor
- Ferdinand von Bischoffwerder (1795–1858), Generalleutnant
- Ludwig Graf von der Asseburg (1796–1869), Exzellenz
- Udo Gebhard Ferdinand von Alvensleben (1814–1879), Gutsbesitzer und Mitglied des Preußischen Herrenhauses
- Werner von Blumenthal-Suckow (1815–1883), Gutsbesitzer und Mitglied des Konstituierenden Reichstags des Norddeutschen Bundes
- Friedrich Wilhelm Kritzinger (1816–1890), Theologe und Pädagoge
- Kurt von Haugwitz (1816–1888), Grundbesitzer
- Karl von Houwald (1816–1883), Verwaltungsbeamter
- Leopold von Loën (1817–1895), General der Infanterie
- Werner von Bandemer (1817–1895), Verwaltungsbeamter
- Hugo von Block (1818–1897), Generalmajor
- Leonhard Carl Ludwig Felix von Klinckowström (1818–1868), Landrat
- Vollrath von Krosigk (1819–1889), Erbtruchsess des Herzogtums Magdeburg, Grundbesitzer
- Wilhelm von der Reck (1819–1910), Verwaltungsbeamter
- Friedrich Graf von Brandenburg (1819–1892), General, Enkel aus der zweiten morganatischen Ehe des Friedrich Wilhelm II.
- Gustav von Arnim (1820–1904), Politiker, Gutsbesitzer
- Gustav von Weller (1820–1891), Generalmajor
- Graf Ewald Heinrich Erdmann Bogislaff von Kleist-Wendisch Tychow (1821–1892), Vice-Oberzeremonienmeister und Gutsbesitzer
- Wichard von Rochow (1822–1886), General
- Hermann von der Reck (1822–1902), Forstbeamter
- Gebhard Nikolaus von Alvensleben (1824–1909), Oberforstmeister und Mitglied des Preußischen Herrenhauses
- Hans von Rochow (Hans Wilhelm von Rochow; 1824–1891), Gutsbesitzer und Politiker, Domherr von Brandenburg und Kurator der Ritterakademie
- Eberhard zu Solms-Sonnenwalde (1825–1912), Diplomat
- Hermann Ludwig Graf von Wartensleben (1826–1921), General der Kavallerie, Kommendator des Johanniterordens
- Georg von Schönburg-Waldenburg (1828–1900), General der Kavallerie
- Karl von Bredow-Buchow-Carpzow (1832–1904), Politiker, Domherr
- Friedrich Joachim von Alvensleben (1833–1912), Landrat des Kreises Neuhaldensleben
- Ludwig von Geldern (1834–1892), Landrat
- Gottlieb von Haeseler (1836–1919), Generalfeldmarschall
- Lothar von dem Knesebeck (1837–1928), Generalleutnant
- Carl Graf von Königsmarck (1839–1910), Grundbesitzer auf Schloss Plaue, Schloßhauptmann auf Schloss Rheinsberg
- Wilhelm Freiherr von Minnigerode (1840–1913), Reichstagsabgeordneter und Führer der konservativen Partei
- Hugo von Wilamowitz-Moellendorff (1840–1905), Oberpräsident
- Gisbert von Bonin (1841–1913), Staatsminister
- Bernhard von Bredow (1842–1918), Generalleutnant
- Albert von Sachsen-Altenburg (1843–1902), General der Kavallerie
- Karl von Rabe (1843–1921), Oberst
- Albrecht von Alvensleben-Schönborn (1848–1928), Mitglied des Preußischen Herrenhauses
- Hermann Otto Louis Karl Graf von Schwerin (1851–1918), Mitglied des Preußischen Herrenhauses
- Ludolf Udo von Alvensleben (1852–1923), Kreisdeputierter und preußischer Politiker
- Reinhard Weitzel von Mudersbach (1853–1911), Politiker
- Friedrich von Rauch (1855–1935), preußischer General der Kavallerie und Inspekteur der 1. Kavallerie-Inspektion
- Elard von Oldenburg-Januschau (1855–1937), Großagrarier, Lobbyist und Reichstagsabgeordneter
- Friedrich Wilhelm von Loebell (1855–1931), deutscher Politiker
- Carl zu Dohna-Schlobitten (1857–1942), deutscher Verwaltungsbeamter
- Fritz von Rochow-Plessow (1858–1914), Dr. jur., Mitbegründer des Vereins der ehemaligen Zöglinge der Ritterakademie, Fideikommissherr, Ritterschaftsrat des KuNRKT
- Dedo von Krosigk (1858–1932), deutscher Verwaltungsbeamter
- Karl von Schlieffen (1860–1946), Hofbeamter und Rittergutsbesitzer
- Friedrich Ernst von Langen (1860–1935), Verwaltungsjurist
- Georg von Waldersee (1860–1932), Generalleutnant
- Adolf von Kriegsheim (1862–1917), Domherr, Kurator der Ritterakademie, Hauptritterschaftsdirektor, Stiftshauptmann zu Kloster Lindow
- Hans von Flotow (1862–1935), Diplomat
- Gottlieb von Jagow (1863–1935), deutscher Diplomat und Politiker
- Ulrich von Waldow (1863–1936), Verwaltungsbeamter
- Ludwig Wullstein (1864–1930), Chirurg (Zögling nach Eigenangaben; nicht verzeichnet in den Zöglingsverzeichnissen)
- Georg Heimann (1864–1926) als Hospite, Bankier
- August von Pückler-Branitz (1864–1937), Regierungspräsident
- Hans von Tschirschky und Bögendorff (1864–1935), Generalmajor
- Heinrich von der Marwitz (1865–1945), Verwaltungsbeamter
- Richard Stimming (1866–1936), Arzt und Ur- und Frühgeschichtsforscher
- Dorotheus Kracker von Schwartzenfeldt (1869–1935), Diplomat
- Axel von Kaphengst (1870–1913), Mitglied des Deutschen Reichstags
- Julius (von) Gierke (1875–1960), Rechtswissenschaftler, 1911 mit seinen Eltern und Geschwistern nobilitiert
- Alexander Graf zu Dohna-Schlodien (1876–1944), Prof., Rechtswissenschaftler und Politiker (DVP)
- Friedrich von Wallenberg-Pachaly (1878–1965), deutscher Bankier
- Detlev von Arnim-Kröchlendorff (1878–1947), Gutsbesitzer, Reichstagsabgeordneter, evang. Kirchenführer
- Joachim von Oppen (1879–1948), Landwirtschaftsfunktionär
- Herbert von Richthofen (1879–1951/52), Diplomat
- Hans Georg Karl Anton von Ribbeck (1880–1945), Gutsbesitzer und Gegner des NS-Regimes, gestorben im KZ Sachsenhausen[7]
- Hans-Georg von Jagow (1880–1945), Generalleutnant und Regierungspräsident
- Jenö von Egan-Krieger (1886–1965), Generalleutnant, Ehrenkommendator des Johanniterordens
- Thure von Klinckowström (1887–1973), Jurist
- Wichard von Bredow (1888–1951), Verwaltungsbeamter und Kommunalpolitiker
- Edwin von Rothkirch und Trach (1888–1980), General der Kavallerie, Teilnehmer an den Olympischen Sommerspielen 1932
- Reinold von Thadden-Trieglaff (1891–1976), Gründer des Deutschen Evangelischen Kirchentages und dessen erster Präsident
- Dietz von Thüngen (1894–1973), Politiker, Vizepräsident der Deutschen Landwirtschaftsgesellschaft, MdR
- Udo von Alvensleben (1895–1970), Politiker, SA-Führer
- Udo von Alvensleben-Wittenmoor (1897–1962), Kunsthistoriker
- Egbert von Heyden-Nerfken (1897–1945), Offizier und Chemiker
- Heinrich Detloff von Kalben (1898–1966), Landrat, Politiker
- Hans Wichard von Rochow (1898–1945), Gutsbesitzer, Offizier, Landschaftsrat, Domherr von Brandenburg, letzter Kurator der Ritterakademie 1937 bis 1944
- Wolfgang Gans zu Putlitz (1899–1975), Diplomat
- Ludolf Jakob von Alvensleben (1899–1953), SS- und Polizeiführer
- Oskar von Arnim (1900–1969), Schriftsteller, Verfolgter des NS-Regimes[8]
- Wend von Wietersheim (1900–1975), zuletzt Generalleutnant
- Eckart Kehr (1902–1933), Historiker
- Wichard von Alvensleben (1902–1982), deutscher Landwirt und Offizier
- Bernhard von Derschau (1903–1945), Landrat
- Albrecht von Hagen (1904–1944), Jurist, Reserveoffizier und Widerstandskämpfer gegen den Nationalsozialismus im Attentat vom 20. Juli 1944.
- Karl-Heinrich Marschalleck (1904–1981), Prähistoriker
- Johann Leopold von Sachsen-Coburg und Gotha (1906–1972), ehem. Erbprinz des Hauses Sachsen-Coburg-Gotha
- Curt-Christoph von Pfuel (1907–2000), deutscher Repräsentant der Presse- und Informationsabteilung des Europarates
- Achaz-Albrecht von Thümen (1911–1998), Kanzler der Johann-Wolfgang-Goethe-Universität Frankfurt am Main[9]
- Hermann von Schierstädt (1913–1945), ermordet am 17. Januar 1945 im KZ Sachsenhausen
- Wolf Ulrich von Hassel (1913–1999), Diplomat bei der UN
- Heinrich von Tiedemann (1924–2020), Journalist und Schriftsteller
- Ludolf von Veltheim (1924–2007), Landwirt, Sportfunktionär
- Knud Caesar (* 1925), Pflanzenbauwissenschaftler, Professor an der Technischen Universität Berlin.
- Otto Graf Lambsdorff (1926–2009), deutscher Wirtschaftsminister
- Friedrich von Kekulé (1930–2009), Politiker

## Lehrer (Auswahl)
- Sebastian Gottfried Starcke (1668–1710), Orientalist, Direktor von 1708 bis 1710
- Ernst Siegfried Köpke (1813–1883); Philologe, Direktor ab den 1850er Jahren bis mindestens 1860
- Ludwig Hasper (1825–1890); Altphilologe, Oberlehrer 1863–1867
- Otto Heine (1832–1906), Direktor der Schule ab 15. Oktober 1883